# Mistrovství Československa v krasobruslení 1952
Mistrovství Československa v krasobruslení 1952 se konalo 26. a 27. ledna 1952 v Ostravě na stadionu Josefa Kotase.
Soutěžilo se také v dorosteneckých kategoriích. Celkem se ve všech kategoriích (i dorosteneckých) zúčastnilo 44 soutěžících.

## Medaile
| Kategorie      | Zlato                        | Zlato | Stříbro                         | Stříbro | Bronz                          | Bronz |
| Muži           | Zdeněk Fikar                 | 1 - 2 | Miroslav Kutina                 | 3 - 1   | Vladislav Čáp                  | 2 - 4 |
| Ženy           | Dagmar Lerchová              | 1 - 1 | Miroslava Náchodská             | 2 - 5   | Jarmila Königová               | 5 - 2 |
| Sportovní páry | Soňa Balunová Miloslav Balun |       | Blažena Knittlová Karel Vosátka |         | Věra Suchánková Zdeněk Doležal |       |

- první čísla udávají umístění v povinné jízdě a druhá ve volné jízdě